# Witbooi Homestead
Witbooi Homestead (in Deutsch etwa Witbooi-Heimstätte) bezeichnet vier verschiedene Gebäude in Gibeon in der Region Hardap im Süden Namibias.
Zu dem ehemaligen Wohngebiet der Familie Witbooi zählen:
- Haus von Hendrik Witbooi
- Haus von Samuel Hendrik Witbooi
- Haus von Pastor Markus und Frau Lea Witbooi
- Evangelisch-Lutherische Kirche Gibeon der Evangelisch-Lutherischen Kirche in der Republik Namibia (ELCRN)

Die Gebäude sind seit dem 24. Juni 2022 nationale Denkmäler.

## Quelle
- Annual Report 2021–2022. National Heritage Council of Namibia, S. 33–35.